# Enicospilus thujus
Enicospilus thujus là một loài tò vò trong họ Ichneumonidae.